# تام مک‌گیل
تام مک‌گیل (انگلیسی: Tom McGill؛ زادهٔ ۲۵ مارس ۲۰۰۰) بازیکن فوتبال است.
وی همچنین در تیم ملی فوتبال زیر ۱۷ سال انگلستان بازی کرده‌است.